# Episodi di Bizaardvark (prima stagione)
La prima stagione di Bizaardvark è in onda negli Stati Uniti dal 24 giugno 2016 sul canale Disney Channel e in Italia dal 13 gennaio 2017.
|    | Titolo originale                       | Titolo italiano                           | Prima TV USA      | Prima TV Italia  |
| -- | -------------------------------------- | ----------------------------------------- | ----------------- | ---------------- |
| 1  | First!                                 | Vuuugle                                   | 24 giugno 2016    | 13 gennaio 2017  |
| 2  | Draw My Life                           | Disegno la mia vita                       | 10 luglio 2016    | 20 gennaio 2017  |
| 3  | Frankie Has a Hater                    | Amore per gli hater                       | 17 luglio 2016    | 27 gennaio 2017  |
| 4  | Superfan                               | Il primo concerto live                    | 24 luglio 2016    | 3 febbraio 2017  |
| 5  | The Collab                             | Scherzopoli                               | 31 luglio 2016    | 10 febbraio 2017 |
| 6  | Unboxing                               | La ragazza da un milione di dollari       | 7 agosto 2016     | 17 febbraio 2017 |
| 7  | The First Law of Dirk                  | La prima legge di Dirk                    | 14 agosto 2016    | 24 febbraio 2017 |
| 8  | Best Friend Tag                        | Prova d'affinità                          | 11 settembre 2016 | 10 marzo 2017    |
| 9  | Bernie's in Change                     | Oggi comanda Bernie                       | 18 settembre 2016 | 17 marzo 2017    |
| 10 | Pretty Con                             | La fiera del duro                         | 25 settembre 2016 | 24 marzo 2017    |
| 11 | Puff & Frankie                         | Puff e Frankie                            | 2 ottobre 2016    | 18 maggio 2017   |
| 12 | Halloweenvark                          | Halloweenvark                             | 7 ottobre 2016    | 14 dicembre 2017 |
| 13 | Spoiler Alert: Belissa Returns         | Il ritorno di Belissa                     | 23 ottobre 2016   | 17 maggio 2017   |
| 14 | Bizaardvark vs. Vicki 'Hot Head' Fuego | Bizaardvark vs. Vicki "Testa calda" Fuego | 6 novembre 2016   | 12 dicembre 2017 |
| 15 | Moosetashio: A Cautionary Tale         | Baffone l'alce tontolone                  | 13 novembre 2016  | 13 dicembre 2017 |
| 16 | Control (Plus) Alt (Plus) Escape!      | Control + Alt + Scappa!                   | 27 novembre 2016  | 21 dicembre 2017 |
| 17 | Agh, Humbug                            | L'elfo furente                            | 11 dicembre 2016  | 18 dicembre 2017 |
| 18 | Mom! Stop!                             | Mamma! Basta!                             | 13 gennaio 2017   | 11 dicembre 2017 |
| 19 | Paige's Birthday Is Gonna Be Great     | La festa perfetta                         | 20 gennaio 2017   | 15 dicembre 2017 |
| 20 | In Your Space!                         | Nel tuo spazio                            | 27 gennaio 2017   | 19 dicembre 2017 |